# Фернандо Менегаццо
Фернандо Менегаццо (порт. Fernando Menegazzo, нар. 3 травня 1981, Аніта-Гарибалді) — бразильський футболіст, що грав на позиції півзахисника.
Виступав, зокрема, за клуб «Бордо», у складі якого — чемпіон Франції, дворазовий володар Кубка французької ліги, дворазовий володар Суперкубка Франції. Грав за національну збірну Бразилії, з якою ставав володарем Кубка Америки 2007 року.

## Клубна кар'єра
Народився 3 травня 1981 року в місті Аніта-Гарибалді. Вихованець футбольної школи клубу «Жувентуде». Дорослу футбольну кар'єру розпочав 2000 року в основній команді того ж клубу, в якій провів два сезони, взявши участь у 28 матчах чемпіонату. 2002 рік провів в оренді в «Греміо», після чого повертався до «Жувентуде».
2003 року перебрався до Європи, ставши гравцем італійської «Сієни». Стати гравцем основного складу не зміг і частину сезону 2004/05 провів в оренді у друголіговій «Катанії».
А влітку 2005 року також на умовах оренди перейшов до французького «Бордо», де відразу отримав місце у стартовому складі, і за рік французький клуб викупив його контракт. Загалом відіграв за команду з Бордо шість сезонів своєї ігрової кар'єри. Більшість часу, проведеного у складі «Бордо», був основним гравцем команди. За цей час виборов титул чемпіона Франції, двічі ставав володарем Суперкубка Франції і володарем Кубка французької ліги (також двічі).
Протягом 2011—2014 років грав у Саудівській Аравії за «Аль-Шабаб».
Завершив професійну ігрову кар'єру у бельгійському «Брюгге», за команду якого виступав протягом 2014—2015 років.

## Виступи за збірну
2003 року дебютував в офіційних матчах у складі національної збірної Бразилії. Протягом кар'єри у національній команді, яка тривала 5 років, провів у формі головної команди країни 8 матчів.
У складі збірної був учасником Кубка Америки 2001 року в Колумбії, а також Кубка Америки 2007 року у Венесуелі, здобувши того року титул континентального чемпіона.

## Титули і досягнення
- Чемпіон Франції (1):

«Бордо»: 2008–2009
- Володар Кубка французької ліги (2):

«Бордо»: 2006–2007, 2008–2009
- Володар Суперкубка Франції (2):

«Бордо»: 2008, 2009
- Володар Кубка Америки (1):

2007
- Чемпіон Південної Америки (U-20): 2001